# Ард, Джим
Джимми Ли Ард (англ. Jimmie Lee Ard; род. 19 сентября 1948, Сиэтл, Вашингтон) — американский баскетболист, игравший на позициях тяжёлого форварда и центрового.

## Карьера в НБА
Ард был выбран в первом раунде под шестым номером на драфте НБА 1970 года командами «Сиэтл Суперсоникс» из НБА и «Нью-Йорк Нетс» из АБА. Контракт он подписал с Нетс.
За три сезона в «Нетс» он выполнял роль резервного форварда/центрового, проводя в среднем около 14 минут за игру. В сезон новичка он набирал в среднем 5.8 очка и 4.6 подбора за игру. В сезоне 1971/72 — 5.6 очков и 5,2 подбора за игру. В 1972-73 его показатели упали до 3.3 очка и 3.5 подбора.
В сезоне 1973/74, выступая за «Мемфис Тэмс», набирал в среднем 6.4 очка, 5.9 подбора и 1.5 передачи за игру.
Летом 1974 года он подписал контракт с клубом «Филадельфия Севенти Сиксерс», который освободил его спустя месяц, но затем он подписал контракт с «Бостон Селтикс». Он наиболее известен благодаря этим трём годам (1974—1977) в «Селтикс», для которых он обеспечивал подборы и подстраховку для Дэйва Коуэнса, играя в среднем около 13 минут за игру.
Ард забил штрафные броски в пятой игре финала НБА 1976 года, когда между «Селтикс» и «Финикс Санз» было третье дополнительное время. Эти штрафные броски были описаны как «два самых исторических штрафных броска в истории „Селтикс“ и НБА». «Селтикс» выиграли эту серию и чемпионские перстни.
В сезоне 1977/78 после одной игры с «Селтикс», клуб отказался от него, и месяц спустя он подписал контракт с «Чикаго Буллз». С «Буллз» он сыграл 14 игр, а после завершил свою профессиональную карьеру. За свою карьеру он набрал 1909 очков и 1832 подбора.

## Статистика

### Статистика в НБА
| Сезон                                                                                    | Команда | Регулярный сезон | Регулярный сезон | Регулярный сезон | Регулярный сезон | Регулярный сезон | Регулярный сезон | Регулярный сезон | Регулярный сезон | Регулярный сезон | Регулярный сезон | Регулярный сезон | Серия плей-офф | Серия плей-офф | Серия плей-офф | Серия плей-офф | Серия плей-офф | Серия плей-офф | Серия плей-офф | Серия плей-офф | Серия плей-офф | Серия плей-офф | Серия плей-офф |
| Сезон                                                                                    | Команда | GP               | GS               | MPG              | FG%              | 3P%              | FT%              | RPG              | APG              | SPG              | BPG              | PPG              | GP             | GS             | MPG            | FG%            | 3P%            | FT%            | RPG            | APG            | SPG            | BPG            | PPG            |
| ---------------------------------------------------------------------------------------- | ------- | ---------------- | ---------------- | ---------------- | ---------------- | ---------------- | ---------------- | ---------------- | ---------------- | ---------------- | ---------------- | ---------------- | -------------- | -------------- | -------------- | -------------- | -------------- | -------------- | -------------- | -------------- | -------------- | -------------- | -------------- |
| 1974/75                                                                                  | Бостон  | 59               |                  | 12,2             | 33,5             |                  | 73,8             | 3,4              | 0,7              | 0,2              | 0,5              | 3,8              | 5              |                | 2,8            | 12,5           |                | -              | 0,4            | 0,2            | 0,0            | 0,2            | 0,4            |
| 1975/76                                                                                  | Бостон  | 81               |                  | 10,5             | 36,4             |                  | 71,0             | 3,6              | 0,6              | 0,1              | 0,4              | 3,5              | 16             |                | 6,9            | 44,8           |                | 78,6           | 1,6            | 0,5            | 0,1            | 0,2            | 2,3            |
| 1976/77                                                                                  | Бостон  | 63               |                  | 15,4             | 37,8             |                  | 64,5             | 4,7              | 0,8              | 0,3              | 0,4              | 3,8              | Не участвовал  | Не участвовал  | Не участвовал  | Не участвовал  | Не участвовал  | Не участвовал  | Не участвовал  | Не участвовал  | Не участвовал  | Не участвовал  | Не участвовал  |
| 1977/78                                                                                  | Бостон  | 1                |                  | 9,0              | 0,0              |                  | 50,0             | 4,0              | 1,0              | 0,0              | 0,0              | 1,0              | Не участвовал  | Не участвовал  | Не участвовал  | Не участвовал  | Не участвовал  | Не участвовал  | Не участвовал  | Не участвовал  | Не участвовал  | Не участвовал  | Не участвовал  |
| 1977/78                                                                                  | Чикаго  | 14               |                  | 8,3              | 50,0             |                  | 66,7             | 2,3              | 0,5              | 0,0              | 0,0              | 1,3              | Не участвовал  | Не участвовал  | Не участвовал  | Не участвовал  | Не участвовал  | Не участвовал  | Не участвовал  | Не участвовал  | Не участвовал  | Не участвовал  | Не участвовал  |
|                                                                                          | Всего   | 218              |                  | 12,2             | 36,1             |                  | 69,5             | 3,8              | 0,7              | 0,2              | 0,4              | 3,5              | 21             |                | 5,9            | 37,8           |                | 78,6           | 1,3            | 0,4            | 0,0            | 0,2            | 1,9            |
| Наведите курсор мыши на аббревиатуры в заголовке таблицы, чтобы прочесть их расшифровку. |         |                  |                  |                  |                  |                  |                  |                  |                  |                  |                  |                  |                |                |                |                |                |                |                |                |                |                |                |

### Статистика в NCAA
| Сезон | Команда    | Conf  | Class | GP | GS | MPG  | FG%  | 3P% | FT%  | RPG  | APG | SPG | BPG | PPG  |
| --- | ---------- | ----- | ----- | -- | -- | ---- | ---- | --- | ---- | ---- | --- | --- | --- | ---- |
| 1967/68 | Цинциннати | MVC   | SO    | 23 |    | 33,4 | 47,6 |     | 66,7 | 9,0  | 1,7 |     |     | 13,9 |
| 1968/69 | Цинциннати | MVC   | JR    | 26 |    | 33,8 | 46,7 |     | 63,3 | 12,4 | 0,5 |     |     | 16,0 |
| 1969/70 | Цинциннати | MVC   | SR    | 27 |    | 34,5 | 49,1 |     | 62,5 | 15,2 | 0,7 |     |     | 19,2 |
| Всего | Всего      | Всего | Всего | 76 |    | 33,9 | 47,9 |     | 63,7 | 12,4 | 0,9 |     |     | 16,5 |
| Наведите курсор мыши на аббревиатуры в заголовке таблицы, чтобы прочесть их расшифровку Статистика приведена с сайта sports-reference.com |            |       |       |    |    |      |      |     |      |      |     |     |     |      |